# Ястребов, Сергей Николаевич (тренер)
Сергей Николаевич Ястребов (1957—2015, Бийск, Алтайский край, Россия) — российский тренер по подводному спорту, заслуженный тренер России.

## Биография
Как тренер подготовил многих известных российских пловцов в ластах. Среди его воспитанников победители чемпионатов мира и Европы по подводному плаванию заслуженные мастера спорта и мастера спорта международного класса: Михаил Чернов, Александр Нечитайло, Татьяна Цой, Андрей Манаев и другие спортсмены.
Умер 20 апреля 2015 года от инфаркта.